# Indoarier
Indoarier är de folk som talar indoeuropeiska språk med ursprung i sanskrit. De finns framför allt i Indien, Pakistan och Bangladesh. Man skiljer mellan dessa språk (prakrit), till vilka bl.a. hindi räknas, och framför allt sydindiska språk av de dravidiska, mundaiska och austronesiska språkfamiljerna. Indoariererna härstammar enligt den ariska invasionsteorin från de arier som anses ha invaderat Indiska halvön från Centralasien 1500 f.Kr.-1000 f.Kr.